# Cells at Work!
Cells at Work! (яп. はたらく細胞 хатараку сайбо:, «Клетки за работой!») — манга авторства Аканэ Симидзу, публиковавшаяся в журнале Monthly Shonen Sirius издательством Kodansha с марта 2015 года по февраль 2021 года. На её основе было выпущено множество спин-офф манг разными авторами для разной аудитории. Кроме того, было выпущено два аниме-сериала: двухсезонная экранизация оригинальной манги и экранизация манги Cells at Work! Code Black.

## Сюжет
История происходит внутри человеческого тела, где триллионы антропоморфных клеток выполняют свою работу для поддержания здоровья организма. Серия в основном фокусируется на двух клетках: новичок красная клетка крови AE3803, которая часто теряется во время доставки кислорода, и неустанная белая клетка крови U-1146, которая борется против любых микробов, которые вторгаются в тело.

## Персонажи
- Нейтрофил (U-1146) (яп. 好中球 Ко:тю:кю:) — тип лейкоцитов. Его задача — уничтожать или выводить чужие микробы и вирусы из организма. Несмотря на его безжалостное занятие, он на самом деле довольно мягкий и нежный.

Сэйю: Томоаки Маэно
- Эритроцит/Красная кровяная клетка (AE3803) (яп. 赤血球 Сэккэккю:) — эритроцит, которая только что начала свою работу — доставку кислорода и углекислого газа по всему телу. Она встречает Нейтрофила, когда тот спасает её от пневмококка. Она неуклюжая и часто теряется, но действует в меру своих способностей.

Сэйю: Кана Ханадзава
- Макрофаг (яп. マクロファージ Макурофадзи) — тип лейкоцитов. Занимается воспитанием лейкоцитов.

Сэйю: Кикуко Иноуэ
- Т-киллер (яп. キラーT細胞 Кира: Ти: Сайбо:) — тип лейкоцитов, который распознаёт и убивает любой посторонний материал. Он громкий и неприятный, быстро злится. Он особенно злится, когда видит, как белые кровяные клетки заводят различные отношения с небелыми кровяными клетками. У него есть что-то вроде соперничества с T-хэлпером. В молодости он считался более слабым, чем остальные Т-клетки, и ему удалось выжить только благодаря помощи T-хэлпера.

Сэйю: Дайсукэ Оно
- Тромбоцит (яп. 血小板 Кэссё:бан) — тип клетки, ответственной за восстановление тела, когда оно получает травму. Они изображаются как маленькие дети из-за их небольшого размера клетки.

Сэйю: Мариа Наганава (командир тромбоцитов)

## Медиа

### Манга
Манга, написанная и иллюстрированная Аканэ Симидзу, начала публиковаться в журнале Monthly Shonen Sirius издательства Kodansha в марте 2015 года. Первый том в формате танкобона вышел 9 июля 2015 года. 9 февраля 2021 года выпущен последний 6-й том, его последняя глава фокусируется на Covid-19. В апреле 2021 года глава о Covid-19 и совершенно новая глава о вакцине от неё, созданная Кайрэмэку под надзором Симидзу, были бесплатно опубликованы на Youtube при сотрудничестве Kodansha с министерством здравоохранения, труда и благосостояния на японском, английском и хинди.
На территории Северной Америки манга издаётся компанией Kodansha USA. На Тайване манга публикуется издательством Tong Li Publishing.
Список томов
| - 01. "Pneumococcus" (яп. 肺炎球菌 Хайэнкю:кин, Пневмококк) - 02. "Cedar Pollen Allergy" (яп. スギ花粉アレルギー Сугика фун арэруги:, Аллергия на кедровую пыльцу) | - 03. "Influenza" (яп. インフルエンザ Инфуруэндза, Грипп) - 04. "Scrape Wound" (яп. すり傷 Сурикидзу, Царапина) |

| - 05. "Food Poisoning" (яп. 食中毒 Сёкитю:доку, Пищевое отравление) - 06. "Heat Stress" (яп. 熱中症 Нэттю:сё:, Солнечный удар) - 07. "Erythroblasts and Myelocytes" (яп. 赤芽球と骨髄球 Сэкигакю: то коцудзуйкю:, Эритробласты и миелоциты) | - 08. "Cancer Cells (Part I)" (яп. がん細胞（前編） Гансайбо: (дзэмпэн), Раковые клетки (начало)) - 09. "Cancer Cells (Part II)" (яп. がん細胞（後編） Гансайбо: (ко:хэн), Раковые клетки (конец)) |

| - 10. "The Circulatory System" (яп. 血液循環 Кэцуэки дзюнкан, Кровеносная система) - 11. "The Common Cold" (яп. 風邪症候群 Кадзэ сё:ко:гун, Простуда) - 12. "Thymocytes" (яп. 胸腺細胞 Кё:сэн сайбо:, Клетки тимуса) | - 13. "Acquired Immunity" (яп. 獲得免疫 Какутоку мэнъэки, Приобретённый иммунитет) - 14. "Acne" (яп. ニキビ Никиби, Угри) |

| - 15. "Staphylococcus aureus" (яп. 黄色ブドウ球菌 О:сёку будо: кю:кин, Золотистый стафилококк) - 16. "Dengue Fever" (яп. デング熱 Дэнгу нэцу, Лихорадка денге) - 17. "Hypovolemic Shock (Part I)" (яп. 出血性ショック（前編） Сюккэцукэй сёкку (дзэмпен), Гиповолемический шок (начало)) | - 18. "Hypovolemic Shock (Part II)" (яп. 出血性ショック（後編） Сюккэцукэй сёкку (ко:хэн), Гиповолемический шок (конец)) - 19. "Peyer's Patch" (яп. パイエル板 Paieuru Ban (Пейерова бляшка)) |

| - 20. "H. Pylori" (яп. ピロリ菌 Пирорикин, Helicobacter pylori) - 21. "Antigenic Shift" (яп. 抗原変異 Ко:гэн хэнъи, Антигенная изменчивость) - 22. "Cytokines" (яп. サイトカイン Сайтокайн, Деление клеток) - 23. "Harmful Bacteria" (яп. 悪玉菌 Акудама кин, Вредная бактерия) | - 24. "Cancer Cell II (Part I)" (яп. がん細胞２（前編） Гансайбо: цу: (дзэмпен), Раковые клетки 2 (начало)) - 25. "Cancer Cell II (Part II)" (яп. がん細胞２（後編） Гансайбо: цу: (ко:хэн), Раковые клетки 2 (конец)) |

| - 26. "Bump" (яп. でこぼこ Дэкобоко) - 27. "Move to the Left" (яп. 左方移動 Хидари ни Идо:) - 28. "IPS Cells" (яп. ips細胞 Ips Сайбо:, Индуцированные плюрипотентные стволовые клетки) | - 29. "New Coronavirus (Part I)" (яп. 新型コロナウイルス（前編） Сингата Коронауирусу (Дзэнпэн), Новый коронавирус (начало)) - 30. "New Coronavirus (Part II)" (яп. 新型コロナウイルス（後編） Сингата Коронауирусу (Ко:хэн), Новый коронавирус (конец)) - Special- "Psoriasis Edition" (яп. 乾癬 Кансэн, Псориаз) |

Кроме того, было выпущено несколько спин-офф манг разных авторов. Каждая из них рассказывает об определенных клетках — тромбоцитах, Т-киллере, — либо о клетках, находящихся в определенных условиях, таких как плод внутри матери или человек, ведущий нездоровый образ жизни.
| Название | Автор(ы)                                                               | Журнал                | Журнал                            | Танкобон     | Танкобон                      |
| Название | Автор(ы)                                                               | Журнал                | Выпуски                           | Кол-во томов | Даты выхода                   |
| --- | ---------------------------------------------------------------------- | --------------------- | --------------------------------- | ------------ | ----------------------------- |
| Cells at Work!: Bacteria! (яп. はたらく細菌 Хатараку Сайкин, «Работа бактерий») | Харуюки Ёсида                                                          | Nakayoshi             | Апрель 2017— июль 2020            | 7            | Февраль 2018— август 2020     |
| В этой манге рассказывает о жизни хороших и плохих бактерий в пищеварительной системе. Дополнительная глава под названием Cells at Work!: Bacteria Neo! была выпущена в выпуске за февраль 2021 года.                          |                                                                        |                       |                                   |              |                               |
| Cells NOT at Work! (яп. はたらかない細胞 Хатараканай Сайбо:, «Клетки, которые не работают») | Моэ Сугимото                                                           | Monthly Shonen Sirius | 26 июля 2017 года — н. в.         | 3            | Июль 2018 — н. в.             |
| История о работе незрелых красных кровяных клеток (эритробластов), которые не хотят работать. |                                                                        |                       |                                   |              |                               |
| Cells at Work! Code Black (яп. はたらく細胞BLACK Хатараку сайбо: Black, «Клетки за работой! Код: чёрный») | Сигэмицу Харада (сюжет) Иссэй Хацуёси (иллюстрации) Симидзу (редакция) | Weekly Morning        | 7 июня 2018 года — 21 января 2021 | 8            | 9 июля 2018 — 22 февраля 2021 |
| В этом спин-оффе клетки работают в условиях «чёрной компании» — организме, ведущем крайне нездоровый образ жизни. |                                                                        |                       |                                   |              |                               |
| Cells at Work and Friends! (はたらく細胞フレンド; «Cells at Work! Friend») | Канна Куроно (сюжет) Мио Идзуми (иллюстрации)                          | Bessatsu Friend       | 12 января 2019 — н. в.            | 5            | 7 июня 2019 — н. в.           |
| В центре сюжета клетка Т-киллер, которая обычно строга к себе и другим, но хотела бы развлечься в свободное время, а еще завести друзей. Вот только он не знает, как к этому подойти, чтобы ещё и свою репутацию не разрушить. |                                                                        |                       |                                   |              |                               |
| Cells at Work!: Platelets! (яп. はたらく血小板ちゃん Platelets at Work) | Канна Куроно (сюжет) Мио Идзуми (иллюстрации)                          | Monthly Shōnen Sirius | 25 мая 2019 — н. в.               | 3            | 9 января 2020 — н. в.         |
| История о работе тромбоцитов. |                                                                        |                       |                                   |              |                               |
| Cells at Work!: Baby! (яп. はたらく細胞ＢＡＢＹ) | Ясухиро Фукуда                                                         | Weekly Morning        | 17 октября 2019 — н. в.           | 3            | 9 января 2020 — н. в.         |
| История о клетках внутри организма ребёнка от 40 недели после зачатия и практически до момента рождения. Клетки неопытны и практически ничего не знают.                                                                        |                                                                        |                       |                                   |              |                               |
| Cells at Work!: Lady! (яп. はたらく細胞ＬＡＤＹ) | Харада (сюжет) Акари Отокава (иллюстрации)                             | Monthly Morning Two   | 22 января 2020 — н. в.            | 3            | 20 июля 2020 — н. в.          |
| Сюжет манги рассказывает о работе клеток в организме взрослой женщины. |                                                                        |                       |                                   |              |                               |
| Cells at Work!: WHITE (яп. はたらく細胞WHITE) | Тэцудзи Каниэ                                                          | Monthly Shōnen Sirius | Октябрь 2020 — н. в.              | 1+           | 9 февраля 2021 — н. в.        |
| История фокусируется на белых кровяных клетках. |                                                                        |                       |                                   |              |                               |

### Аниме
Аниме-адаптация студии David Production была анонсирована в январе 2018 года. Режиссёром выступил Кэнъити Судзуки, сценаристами — Судзуки и Юко Какихара. Дизайн персонажей разработан Такахико Ёсидой. Композитор — Кэнъитиро Суэхиро. Премьера аниме-сериала состоялась 8 июля 2018 года на Tokyo MX и других каналах. Всего было выпущено 13 серий. Начальной темой стала Mission! Health Comes First (яп. ミッション！ 健・康・第・イチ Миссён! Кэн - Ко: - Дай - ити), исполненная Каной Ханадзавой, Томоаки Маэно, Дайсукэ Оно и Кикуко Иноуэ, тогда как завершающую CheerS исполнили ClariS. Спецсерия была показана 27 декабря 2018 года.
Для Российской Федерации, Украины, Беларуси, Казахстана, Азербайджана, Армении, стран Прибалтики, а также стран Восточной Европы аниме лицензировано сервисом Wakanim (Aniplex Inc.). На русском языке сериал доступен в двух версиях: дубляж и субтитры. На территории Северной Америки этим занимается компания Aniplex of America и транслирует его одновременно с выходом в Японии в сервисе Crunchyroll. 27 августа 2019 года они выпустили сериал в английском дубляже. Madman Entertainment транслировала его в Австралии и Новой Зеландии через AnimeLab, тогда как Muse Communication лицензировала сериал в Юго-Восточной и Южной Азии и вела одновременный показ в Animax Asia. MVM Entertainment приобрела сериал для распространения в Великобритании и Ирландии.
23 марта 2019 года в официальном Twitter появилось сообщение о выходе второго сезона аниме. Полнометражное аниме «Hataraku Saibō!!» Saikyō no Teki, Futatabi. Karada no Naka wa «Chō» Ōsawagi! было анонсировано 4 июля 2020 года в качестве предварительного показа экранизации 5 тома истории. Основной авторский состав остался тем же, что и у сериала, за исключением режиссёра. Вместо Кэнъити Судзуки им стал Хирофуми Огура. Премьера фильма в кинотеатрах прошла 5 сентября 2020 года. Позже история должна быть показана в ходе трансляции второго сезона аниме по телевидению. Этот сезон получил название Cells at Work!! — с двумя восклицательными знаками в конце в отличие от одного в названии первого. Начальная тема сезона Go! Go! Saibō Festa! исполнена сэйю основных персонажей, а завершающая Fight!! — ClariS. Его премьера прошла 9 января 2021 года.
В апреле 2020 года в 20-м выпуске Morning стало известно, что спин-офф Cells at Work! Code Black тоже будет экранизован. Премьера сериала прошла с 10 января по 21 марта 2021 года. Над производством аниме работала студия Liden Films, его режиссёром выступил Хидэё Ямамото по сценарию Хаяси Мори. Юго Канно создал музыку для сериала, а Эйдзи Акибо — дизайн персонажей. Начальная тема аниме Hashire! with Yamasaki Seiya (Kyūso Nekokami), а завершающая — Ue o Mukaite Hakobō with Sekkekkyū/Hakkekkyū. Обе исполнены Polysics.

### Другие произведения
Ранобэ-адаптация манги была выпущена под названием Shōsetsu Hataraku Saibō (яп. 小説　はたらく細胞 Сё:сэцу Хатараку сайбо:, Новелла «Клетки за работой») 12 июля 2018 года издательством Kodansha. Оно было написано Юи Токиуми с иллюстрациями Аканэ Симидзу.
Спектакль Tainai Katsugeki Hataraku Saibō (яп. 体内活劇「はたらく細胞」 Тайнай кацугэки «Хатараку сайбо:») был анонсирован в августовском выпуске Monthly Shōnen Sirius. Пьеса шла на сцене Tokyo’s Theatre 1010 с 16 по 25 ноября 2018 года. Она была поставлена Цуёси Кидой по сценарию Кэйты Кавадзири, в главных ролях играли Масанари Вада (U-1146) и Канон Нанаки (AE3803). Последний показ транслировался в прямом эфире.

## Критика
Критик сайта Anime News Network Ребекка Сильверман подчеркнула образовательный аспект манги и отметила её развлекательную составляющую с привлекательными персонажами, но указала на недостатки в подаче информации. Шон Гэффни, представитель ресурса Manga Bookshelf, назвал мангу «очень забавным сёнэном-боевиком», похвалив её за нелепость и юмор.
По версии ежегодного печатного путеводителя Kono Manga ga Sugoi! за 2016 год, манга заняла седьмое место в списке двадцати лучших манг для мужской аудитории. Британский журналист Пол Грейветт включил работу в список двадцати двух лучших комиксов, графических романов и манг за октябрь 2016 года. По состоянию на июль 2017 года тираж серии превысил 1,3 млн копий.
Доктор Сатору Оцука, специалист отделения молекулярной нейроонкологии школы медицины Эморийского университета в Атланте, похвалил серию за описание раковых клеток в седьмой серии аниме. Учителя биологии в старшей школе при Юго-западном университете Китая были настолько впечатлены сериалом, что задали его просмотр в качестве домашнего задания.